# Менаг (аэродром)
Военный аэродром Менаг (Минник, Миннех, Менах, Минаг) — аэродром сирийских ВВС. Находится в 6 км к югу от города Аазаз, в 13 км от границы с Турцией.
На аэродроме базировалась 4-я эскадрилья сирийских ВВС, оснащённая тренировочными самолётами MBB 223 Flamingo и вертолётами Ми-8.
Во время Сирийской гражданской войны аэродром подвергался нападениям оппозиционных сил и исламистов.

## История
С августа 2012 года находилась под осадой оппозиционных сил, до тех пор пока 6 августа 2013 года она перешла к ним в руки. Затем авиабазу захватили боевики ИГ под командованием Абу Умара аш-Шишани, Абу Джандаля аль-Масри и Абу Усамы аль-Магриби. Они удерживали её до февраля 2016 года, когда аэродром был захвачен Демократическими силами Сирии.
1 декабря 2024 года аэродром был захвачен в ходе наступления группировки СНА на позиции курдских формирований.